# Гай Юній Сілан (консул 10 року)
Гай Юній Сілан (лат. Gaius Iunius Silanus; 24 рік до н. е. — після 22 року н. е.) — політичний діяч ранньої Римської імперії, консул 10 року.

## Життєпис
Походив з роду нобілів Юніїв. Син Гая Юнія Сілана та Аппії Клавдії. Про молоді роки мало відомостей. Десь у 8 або 9 році став жерцем-фламіном Марса, а у 10 році обрано консулом разом з Публієм Корнелієм Долабеллою. У 20—21 роках Сілан як проконсул керував провінцією Азія. На цій посаді виявив користолюбство і жорстокість, за що у 22 році був притягнутий провінціалами до суду за законом про здирництво. Як свідки виступали його підлеглі — квестор Геллій та легат Паконій. Водночас Мамерк Емілій Скавр, Юній Отон і Бруттедій Нігер звинуватили Сілана в образі величності імператорів Августа й Тиберія. Звинувачення було незаперечним, тому Сілан не став захищатися, а лише звернувся до Тіберія з листом. Клопотала за свого брата Юнія Торквата. За пропозицією Луція Кальпурнія Пізона, яке частково пом'якшив Тиберій, Сілана було позбавлено вогню та води та заслано на о. Кінфію. Тут він жив до самої смерті, рік якої, втім невідомий.

## Родина
- Гай Аппій Юній Сілан, консул 28 року.